# 305-mm-Haubitze M1915
Die 305-mm-Haubitze M1915 (russ. 305-мм гаубица образца 1915 года, GAU-Index 52-G-724) war eine schwere russische bzw. sowjetische Haubitze.

## Geschichte
Die Haubitze wurde ursprünglich als Küstengeschütz im Auftrag des russischen Marineministeriums im Obuchow-Werk (russisch Обуховский завод) in Sankt Petersburg entwickelt, aber nach Fertigkonstruktion anschließend bei der russischen Armee als schweres Steilfeuergeschütz eingeführt. Nach erfolgreichen Tests wurde im Juli 1915 von der Hauptverwaltung für Artillerie entschieden, die 305-mm-Haubitze in Dienst zu stellen. Die erste Bestellung von acht Haubitzen für je 271.500 Rubel folgte am 13. August. Die zweite Bestellung vom 2. November umfasste vier Haubitzen und die dritte, vom 26. Januar 1916, 36 Haubitzen. Bis zum 1. November 1917 wurden davon 42 Haubitzen in Dienst gestellt. Außerdem bestellte die Hauptverwaltung für Artillerie zusätzlich im Jahr 1914 neun Stück der englischen Vickers-Haubitze 305 mm BL-12 sowie 7200 Granaten. Diese wurden zwischen 1915 und 1916 ausgeliefert.

### Einsatz
Die Haubitzen kamen während des Ersten Weltkriegs (1914–1918) zum Einsatz. 
Zu Beginn des Unternehmens Barbarossa, dem Angriff der deutschen Wehrmacht auf die Sowjetunion, verfügte die Rote Armee über 34 305-mm-Haubitzen. Davon befanden sich 30 im Orjoler Militärbezirk und eine im Moskauer Militärbezirk, weitere drei Haubitzen befanden sich auf Testgeländen. Auch die sowjetische Marine besaß eigene 305-mm-Haubitzen; vier davon bildeten die Batterie Nr. 911 auf der Insel Russki. Im Februar 1942 wurden sie der Fernostfront übergeben und bildeten die 295. selbstständige Abteilung im befestigten Raum von Iman. In den Kriegsjahren 1942 und 1943 wurden sie sehr selten benutzt, unter anderem in der Nähe von Leningrad und Smolensk.
Ihre Nutzung steigerte sich ab 1944, als die Fähigkeit der Sowjetunion zu Angriffsoperationen zunahm. Die Haubitzen wirkten gegen Befestigungen in Ostpreußen, unter anderem während der Schlacht um Königsberg, wo allein von der 329. selbstständigen Abteilung vom 3. bis zum 7. April 714 Granaten verschossen wurden. Außerdem wurden sie im Juni 1944 erfolgreich gegen finnische Bunker eingesetzt; es wurden etwa 500 Granaten verschossen. Auch wurden die Haubitzen in der Schlacht um Berlin eingesetzt.
Während der Operation Auguststurm im August/September 1945 in der Mandschurei beschoss die 295. selbstständige Abteilung japanische Truppen der Kwantung-Armee. Vom 8. bis zum 19. August wurden 866 Granaten verschossen.
Die 305-mm-Haubitze M1915 blieb bis zum Ende der 1950er-Jahre im Dienst.

### Erhaltene Exemplare

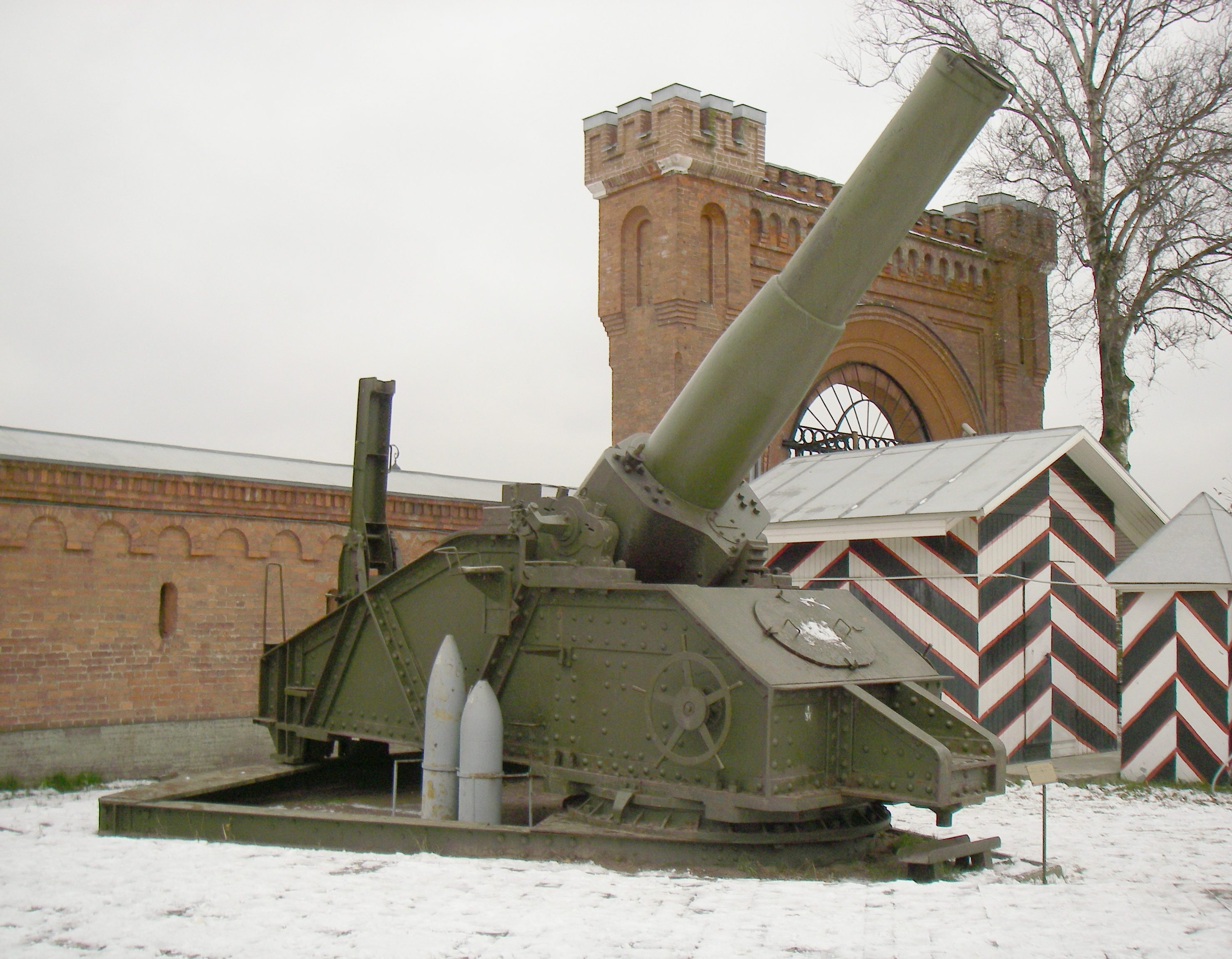
305-mm-Haubitze M1915 im militärgeschichtlichen Museum St. Petersburg.

Das letzte vollständig erhaltene Exemplar befindet sich im Artilleriemuseum von Sankt Petersburg. Diese Haubitze gehörte zur 328. selbstständigen Abteilung. Mit dieser Haubitze wurden vom 25. Juli 1944 bis zum 9. April 1945 125 Schüsse abgegeben. Sie befindet sich seit 1957 im Museum. Ein Rohr einer Haubitze ist zudem im Museum der polnischen Armee in Warschau ausgestellt.

## Beschreibung

### Aufstellung
Die M1915 war nicht teillastbar und konnte nur per Eisenbahntransport zur Feuerstellung bewegt werden. Diese befand sich in der Regel 200 bis 300 m von den Eisenbahngleisen entfernt und war mit diesen durch eine eigens dafür errichtete schmalspurige Feldbahn verbunden. Die Bettung bestand aus einer zwei Meter tiefen Grube. In diese Grube wurden sechs Schichten quadratischer Holzbalken zu je 23 cm Stärke verlegt, so dass ein Fundament mit einer Länge von 7,75 m und einer Breite von 6,4 m sowie einem Gewicht von 11,5 t entstand. Auf das Holzfundament wurde ein Fundamentrahmen aus Stahl mit einem Gewicht von 5242 kg montiert. Darauf wurde die Lafette (19.656 kg) mittels vier Hebegeräten gestellt. Schließlich wurde das Geschützrohr montiert.

### Munition
Speziell für die 305-mm-Haubitze wurde die Sprenggranate F-724 (russ.Ф-724) (GAU-Index 53-F-724) mit einer Kaliberlänge von 4,75 Kalibern und 376,7 kg Gesamtgewicht (davon 78,6 kg Sprengstoff) entwickelt. Es gab auch eine Gusseisen-Version der F-724. Als Munition konnten auch alle anderen 305-mm-Granaten eingesetzt werden, darunter die der englischen Vickers-Haubitze BL-12, der russischen 305-mm-L/52-Kanone M1907 (mit der halben Treibladung), sowie französische und japanische 305-mm-Granaten. Diese Kompatibilität war für die Sowjetunion vorteilhaft, da die BL-12-Haubitzen im Ersten Weltkrieg kaum genutzt wurden und größere Mengen Munition vorhanden waren. Die Sprenggranate wurde während des Zweiten Weltkrieges mit der 305-mm-Haubitze M1915 bevorzugt eingesetzt.
Die Granate F-724  wurde ursprünglich als „Bombe“ bezeichnet und hatte die Bezeichnung 920-Pfund TNT-Stahlsprengbombe L 4.75, die Gusseisen-Version 920-Pfund TNT-Gusseisenbombe L 3.5. Es existierte auch die leichtere 810-Pfund TNT-Stahlsprengbombe mit einer vergrößerten Reichweite, die in kleinen Mengen gebaut wurde (mit Pfund ist das russische Pfund gemeint (~ 0.4095 kg)).

### Technische Daten

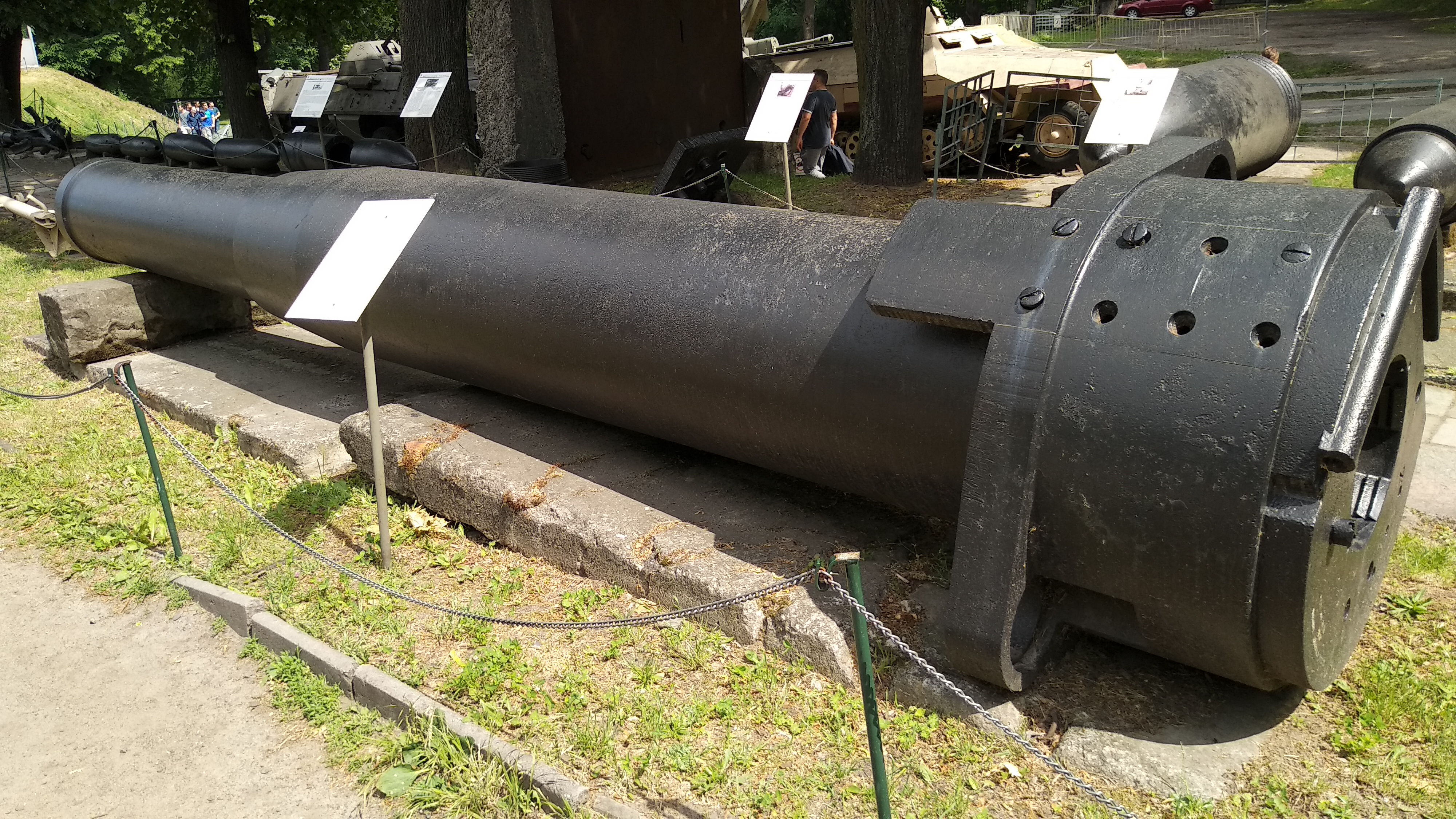
Rohr der 305-mm-Haubitze M1915 im Museum der polnischen Armee

| Parameter                                    | Wert       |
| Kaliber                                      | 304,8 mm   |
| Gewicht in Feuerstellung (mit Holzfundament) | 64.783 kg  |
| Gewicht des Verschlusses                     | 672 kg     |
| Kaliberlänge                                 | 20 Kaliber |
| Länge des gezogenen Rohrteils                | 4,693 m    |
| Reichweite (mit F-724)                       | 13.486 m   |
| Mündungsgeschwindigkeit (mit F-724)          | 442 m/s    |
| Kadenz (Schuss/Minute)                       | 0,3        |
| max. Richtbereich Höhe                       | 60°        |
| Richtbereich Seite                           | 60°        |
| Transport                                    | Eisenbahn  |
| Mannschaft                                   | 25         |